# Пять тысяч франков «Фламенг»
Пять тысяч франков Фламенг — французская банкнота, эскиз которой был утверждён 2 января 1918 года, выпускавшаяся в обращение Банком Франции до замены на банкноту Пять тысяч франков Победа

## История
Эта банкнота считается большинством экспертов «самой красивой французской банкнотой». История её создания представляют собой уникальный случай.
В 1891 году в Банке Франции был введён новый четырехцветный диапазон печати банкнот. До тех пор банкноты печатались только в двух цветах. Дизайн банкнот 50 и 100 франков выполнил художник Леон Глез, чьи модели в конечном итоге будут отвергнуты в пользу эскизов Люка-Оливье Мерсона. Дизайн для банкноты 1000 франков на этот раз разработал художник Франсуа Фламенг, этот дизайн воспроизводит серию рисунков в гризайле, затем в четырёх цветах, чей проект был 1896 году принят. Но, как ни странно, 1000 франков, задуманные художником Фламенгом, не были напечатаны под этим наименованием, а дизайн банкноты переделали для купюры 5000 франков 1918 года. Между тем, банковские власти столкнулись с особенностями банкноты, созданной в стиле ар-нуво. Некоторые думали, что она была «недостаточно денежной», слишком причудливой или эротической, и тому подобное. Кроме того, банк боялся подвергнуться критике со стороны общественности за предоставление больших гарантий владельцам новой банкноты в 1000 франков, чем владельцам купюр меньшего номинала. Только в августе 1914 года, в связи с Первой мировой войной, возникла необходимость более быстрого получения наличных денег, Банк Франции обдумывает о введении в оборот банкноты уже готового дизайна номиналом «5 000 франков» Фламенга. Она была напечатана новыми цветами, но только в 26 сентября 1938 года была введена в оборот, а до этого банкноты 20 лет хранились в резерве (в качестве наличных денег на случай крупных сделок). Эта банкнота печаталась только в 1918 году, тиражом 600 000 экземпляров.
В сентябре 1938 года была введена в обращение также банкнота 5000 франков Победа, которой постепенно заменялась банкнот 5000 франков Фламенг.
Обращение банкноты закончилось 4 июня 1945 года, когда она окончательно была лишена статуса законного платёжного средства.

## Описание
Банкнота была спроектирована в 1896 году Франсуа Фламенгом, гравюра была выполнена гравёрами Дюжардином и Жюлем Робером.
Доминирующие тона — зелёный и красно-коричневый.
Сверху: слева пара, сидящая на барельефе, аллегория, олицетворяющая альянс Работы (молодой кузнец и пасека) и Науки (женщина, держащая кадуцей) на фоне фабрики. Справа, перед плугом, стоит Купидон, который держит в правой руке весы, а другой — поддерживает большой щит, на котором выгравирован девиз Банка Франции: «Мудрость и удача». За Купидоном находятся изображения достижений науки, искусства, промышленности, сельского хозяйства и торговли. Все оформлено фризом, украшенным цветными фруктами и атрибутами, занимающими общую тему. Вне этой рамки, с обеих сторон верхней части, два херувима, переплетённые лентами, похоже, поддерживают центральную часть банкноты. На правом внешнем краю изображена каллиграфическая надпись «Banque de France» и два серийных номера.
На оборотной стороне: одна большая картина занимает всё пространство, в котором изображена слева аллегория «Работа, которая приносит удачу», девиз которой написан на ленте: рабочий пытается удержать молодую женщину которая стоит полуобнажённая с завязанными глазами и левой ногой стоит на колесе Фортуны. В центре сонный Купидон, держащий лопату, глобус, пергамент, открытую книгу. На правой стороне сидит бородатый мужчина, одетый как философ, держащий компас и чернильницу, и молодой крестьянин, опирающийся на свою косу. На заднем плане, за двумя большими колоннами, видна панорама Пон-Нёф и Остров Сите. На внешних краях банкноты, как и на лицевой стороне, изображены два херувима, поддерживающих картину с лентами, опускающимися на цифру «5000», справа — каллиграфическая надпись «Банк Франции».
Тема этой банкноты — экономика Франции, искусство и наука, панорамы исторического Парижа.
Нет водяных знаков.
Её размеры 256 × 128 мм: это самая большая французская банкнота по длине.

## Рейтинг
Эта банкнота очень популярна среди коллекционеров, её стоимость, в зависимости от состояния, составляет в среднем около 3 000 евро.